# Кадровая частота
Ка́дровая частота́, частота́ кадросме́н — количество сменяемых кадров за единицу времени в кинематографе, телевидении, компьютерной графике и т. д. Понятие впервые использовано фотографом Эдвардом Майбриджем, осуществлявшим эксперименты по хронофотографической съёмке движущихся объектов несколькими фотоаппаратами последовательно. Общепринятая единица измерения — герцы (кадры в секунду).

Эта анимация использует кадровую частоту 12 кадров в секунду.

## Кинематограф
В кинематографе используется постоянная частота кадров, не изменяющаяся на протяжении всего фильма и соответствующая определённому стандарту. Для немого кинематографа частота киносъёмки и кинопроекции была выбрана Люмьером в 1896 году и составляла 16 кадров в секунду. Расход 35-мм киноплёнки при этом составлял ровно 1 фут в секунду, облегчая расчёты.
Во времена немого кинематографа кинопроекторы оснащались примитивными стабилизаторами скорости, и проекция фильма часто происходила с частотой, превышающей частоту съёмки. Эта частота выбиралась киномехаником самостоятельно, исходя из «темперамента» публики. Роль человека, вращавшего ручку кинопроектора, на заре кинематографа считалась не менее важной, чем роль создателей фильма: подбор темпа проекции также считался искусством. Для более спокойных зрителей выбиралась скорость 18—24 кадра в секунду, а для «живой» публики фильм ускорялся до 20—30 кадров в секунду. После окончания Первой мировой войны в европейских кинотеатрах наметилась тенденция показа фильмов с увеличенной частотой. Это объяснялось коммерческими соображениями кинопрокатчиков, стремившихся укоротить киносеансы и увеличить их количество. В некоторых случаях демонстрация происходила со скоростью более 50 кадров в секунду, совершенно искажая движение на экране. В Германии даже было выпущено специальное постановление полиции о недопустимости повышения частоты проекции выше стандартной.
С появлением звукового кино стандартом стала частота 24 кадра в секунду, чтобы повысить скорость непрерывного движения киноплёнки для получения необходимого частотного диапазона оптической фонограммы. Частота 24 кадра в секунду стандартизирована консорциумом американских кинокомпаний в 1926 году для новых систем звукового кинематографа: «Вайтафон» «Фокс Мувитон» и RCA Photophone. 15 марта 1932 года Американская Академия киноискусства окончательно узаконила этот параметр, утвердив классический формат в качестве отраслевого стандарта. Частоты немой и звуковой киносъёмки выбраны как технический компромисс между необходимой плавностью движения на экране, разумным расходом киноплёнки и динамическими характеристиками механизмов киноаппаратуры. Скорости движения киноплёнки определяют долговечность фильмокопии, наиболее приемлемую при частоте 24 кадра в секунду. Для замедления или ускорения движения на экране существует ускоренная (рапид) и замедленная или покадровая (цейтраферная) съёмки. Киносъёмка с частотой смены кадров, отличной от стандартной, позволяет наблюдать на экране процессы, невидимые глазом или привносит в кинофильм дополнительный художественный эффект.
В отличие от телевидения, кадровые частоты которого различаются в разных странах, в звуковом кинематографе частота 24 кадра в секунду является общемировым стандартом. Для некоторых телевизионных стандартов это вынуждает применять интерполяцию частоты при телекинопроекции. Главная причина неизменяемости стандарта частоты съёмки и проекции в кинематографе заключается в огромных технологических трудностях её изменения на киноплёнке при печати в разных форматах для различных киносетей. Всё многообразие кинематографических систем основано на общем стандарте частоты, поскольку это единственный параметр, не поддающийся трансформации при оптическом переводе из одной системы в другую. Попытки некоторых разработчиков изменить общепринятую частоту с 24 на 30 кадров в секунду, чтобы повысить частоту мельканий выше критической для широкого экрана, не увенчались успехом, и кинематографический формат Todd-AO, первоначально рассчитанный на такую частоту съёмки и проекции, был вскоре приведен к общему стандарту. Частота киносъёмки и проекции панорамных киносистем, первоначально составлявшая 26 кадров в секунду, в последних кинопостановках в этих форматах приведена к общемировому.
Возможность перевода стандартов появилась только с отказом от киноплёнки и развитием цифровых технологий кинопроизводства.
Не имели успеха некоторые форматы, рассчитанные на частоту в 48 и 60 кадров в секунду из-за большого расхода киноплёнки и технологических трудностей кинопроекции. Единственное исключение — некоторые стандарты 3D-кинопроекции, в которых используется удвоенная частота 48 кадров в секунду для проекции стереопары. При этом, для каждого глаза частота остается привычной — 24 кадра в секунду. В цифровом кинематографе частота кадров также принята во всем мире равной 24 кадра в секунду как наиболее соответствующая эстетике профессионального художественного кино и не требующая неприемлемых объёмов данных. Дробная частота 23,976 кадра в секунду является нестандартной и используется при телекинопроекции для интерполяции в американские стандарты телевидения с частотой 29,97 или 59,94 кадра в секунду. Все частоты киносъёмки, отличающиеся от 24 кадров в секунду, являются нестандартными и применяются в специальных случаях. Вместе с тем, попытки увеличить частоту съёмки и проекции для усиления эффекта присутствия, начавшиеся практически сразу после появления кинематографа, не прекращаются по сей день.

### Частоты киносъёмки и кинопроекции
В немом кинематографе частота проекции может не совпадать с частотой съёмки, поскольку в большинстве случаев зрителям не известно, с какой скоростью двигались объекты. Разница может достигать 25 %, а иногда — даже 50 %, не вызывая ощущения неестественности. В звуковом кинематографе совпадение этих частот обязательно из-за недопустимости искажения синхронной фонограммы. Основные стандарты кадровых частот приведены в списке:
- 16 — стандартная частота съёмки и проекции немого кинематографа;
- 18 — стандартная частота съёмки и проекции любительского формата «8 Супер»;
- 23,976 (24 × 1000 ÷ 1001) — частота телекинопроекции в американском стандарте разложения 525/60, применяемая для интерполяции без потерь;
- 24 — общемировой стандарт частоты киносъёмки и проекции звукового кинематографа;
- 25 — частота киносъёмки, применяемая при производстве телефильмов и телерепортажей для перевода в европейский стандарт разложения 625/50. Также использовалась в советской панорамной киносистеме «Кинопанорама»;
- 26 — частота съёмки и проекции панорамной киносистемы «Синерама»[12];
- 29,97002616 (30 × 1000 ÷ 1001) — точная кадровая частота цветного телевизионного стандарта NTSC;
- 30 — частота киносъёмки и проекции раннего варианта широкоформатной киносистемы «Тодд-AO»;
- 48 — частота съёмки и проекции кинематографических систем «IMAX HD» и «Maxivision 48»;
- 50 — частота полукадров европейского стандарта разложения. Используется в электронных камерах для ТВЧ;
- 59,94 (60 × 1000 ÷ 1001) — точная полукадровая частота цветного телевизионного стандарта NTSC и частота кадров некоторых стандартов ТВЧ;
- 60 — частота киносъёмки в американском стандарте ТВЧ и системе «Шоускан» (англ. Showscan)[13].

## Телевидение
В телевизионных стандартах частота кадров так же, как в кинематографе, выбрана постоянной.
Частота смены кадров в телевидении является частью стандарта разложения изображения и при его создании выбиралась исходя из уже существующей частоты смены кадров кинематографа, физиологических критериев, а также была привязана к частоте промышленного переменного тока. Физиологическим пределом заметности мерцания изображения при средних значениях его яркости считается частота в 48 Гц. В кинематографе для сдвига мерцаний выше физиологического предела с 1902 года применяется холостая лопасть обтюратора кинопроектора, перекрывающая изображение одного неподвижного кадрика вторично. В телевидении для этих же целей при сохранении близкой к кинематографу кадровой частоты применяется чересстрочная развертка. Изображение целого кадра строится дважды — сначала чётными строками, а затем нечётными. Кроме того, кадровая частота телевидения изначально для упрощения конструкции приёмника привязывалась (а именно, в точности соответствовала) к частоте местных электросетей. В частности:
- Европейский стандарт разложения 625/50 передаёт 50 полукадров в секунду, соответствуя промышленному току с частотой 50 Гц[14].
- Американский стандарт 525/60 — 60 полукадров в секунду, совпадая по частоте с электросетями Северной Америки.

При этом, по понятной причине, работоспособными были только телеприёмники, питающиеся от того же первичного генератора, что и передатчик. В дальнейшем, при появлении в телесигнале специальных управляющих синхроимпульсов, равенство кадровой частоты и частоты питающего напряжения стало вредным, оно приводило к появлению медленно плывущих по экрану участков разной яркости и другим проблемам у первых поколений телевизионных приёмников.
С появлением цветного телевидения стандарта NTSC полукадровая частота была изменена с 60 на 59,94 Гц из-за технических особенностей модуляции цветовой поднесущей. Поэтому при телекинопроекции кадровая частота стала кратной — 23,976 Гц.
В разных телевизионных стандартах HDTV применяются чересстрочная и прогрессивная (построчная) развертки, поэтому изображение может передаваться как полями, так и целыми кадрами. Но в конечном счете, максимальная частота смены изображений по-прежнему равна 50 Гц в Европе и 60 Гц в странах, использующих американскую систему (США, Канада, Япония и т. д.).
Телекинопроекция кинофильмов в американских стандартах разложения, основанных на кадровой частоте 30 Гц (29,97 Гц), происходит с частотой, близкой к стандартной — 23,976 кадра в секунду и последующей интерполяцией 3:2.
В России при демонстрации старых фильмов, снятых на киноплёнку с частотой 24 кадра в секунду для адаптации их к частоте смены кадров в телевидении, их пропускают с частотой в 25 кадров в секунду, при этом фильм ускоряется на 4 %, что становится заметным по звуковому сопровождению, голоса становятся выше тоном.
Тот же процесс в европейских стандартах, основанных на кадровой частоте 25 Гц, происходит с этой частотой, незначительно ускоряя движение на экране. При этом фильм становится короче на 4 %, а частоты фонограммы повышаются на 0,7067 полутона.
В большинстве систем видеонаблюдения используется существенно пониженная частота кадров, поскольку их главной задачей является не качественная передача движения, а регистрация событий с максимальной длительностью при минимальном объёме информации.
В современных стандартах цифровой видеозаписи частота кадров может быть переменной в зависимости от темпа движения и интенсивности потока видеоданных. Переменная кадровая частота используется в некоторых медиаконтейнерах для более эффективного сжатия видео.

### Чересстрочная и прогрессивная развёртки
В телевидении для обеспечения передачи плавности движения в условиях ограниченной полосы пропускания канала передачи видеосигнала каждый кадр последовательно передается двумя полями (полукадрами) — чётным и нечётным, что увеличивает частоту кадровой развёртки вдвое. Сначала передаются нечётные строки (1, 3, 5, 7 …), затем — чётные (2, 4, 6, 8 …). Такая развёртка называется чересстрочной. Исторически в аналоговом телевещании частота чересстрочной развёртки измеряется в полукадрах в секунду.
В компьютерных мониторах и в некоторых стандартах телевидения высокой четкости HDTV применяется построчная развёртка (англ. progressive scan), когда электронный луч проходит все строки по порядку (1, 2, 3, 4, 5…).

В потоке стандартов DVB и Blu-ray Disc, с разрешением Full HD, стандарты разложения с прогрессивной развёрткой не используются в связи с ограничением ёмкости носителей и, соответственно, скорости потока видеоданных, а также с технологической сложностью декодирования. В этих случаях используются различные варианты стандарта 1080i, допускающие кадровые частоты 25 и 30 кадров в секунду с чересстрочной развёрткой.
Кроме того, Европейский вещательный союз (EBU) предпочитает обозначать вещательный стандарт комбинацией «разрешение/частота кадров» (не полукадров), разделённых косой чертой. Таким образом формат 1080i60 или 1080i50 обозначается как 1080i/30 и 1080i/25 в зоне действия Европейского вещательного союза, в который входят все страны СНГ.
Чтобы чересстрочное телевизионное изображение оптимально смотрелось на экране компьютера, применяют фильтр деинтерлейсинга (англ. deinterlacing).

### Телевизоры с режимом 100 Гц
В телевизорах с диагональю экрана 72 см и выше, оснащённых электронно-лучевой трубкой, при 50 Гц (системы PAL и SÉCAM) при некоторых условиях заметно мерцание изображения вследствие повышенной чувствительности периферийного зрения. Это может приводить к утомлению глаз и даже заболеваниям. Поэтому в телевизионных приёмниках премиум-класса существует режим «100 Гц», при котором производится увеличение частоты кадров в 2 раза путём повторного показа каждого кадра изображения при удвоенной частоте развертки — принцип, сходный с холостой лопастью обтюратора в кинопроекции.
В телевизорах с меньшей диагональю режим «100 Гц», как правило, не используется, поскольку в них мерцание не так заметно. В плазменных, жидкокристаллических и OLED-телевизорах мерцание отсутствует, и речь может идти только о частоте обновления изображения. Поэтому наличие режима «100 герц» применительно к данному классу устройств может носить рекламный характер. Тем не менее возможность обновления экрана с частотой 120 Гц нужна для того, чтобы можно было без мерцания наблюдать стереоизображение с частотой смены стереокадров 60 Гц через стереоочки с активным затвором.

## Плавность движения на экране
Видимая на экране плавность движения зависит как от частоты съёмки и отображения, так и от других факторов. Выдержка, получаемая киноплёнкой или передающей трубкой (матрицей) в момент съёмки одного кадра, может повлиять на передачу плавности быстрых движений. При очень коротких выдержках, существенно меньших, чем период смены кадров, быстрое движение на экране может восприниматься прерывистым («стробированным») вследствие отсутствия смазанности изображения каждого кадра, скрывающего временну́ю дискретность. Поэтому в кинематографе принято уменьшать угол раскрытия обтюратора только при специальных комбинированных съёмках. Передающие телевизионные трубки, как правило, имеют фиксированное время развёртки одного кадра, определяемое движением считывающего электронного луча, и лишены возможности изменения «выдержки», соответствующей длительности полукадра за вычетом кадрового гасящего импульса. Однако современные видеокамеры, оснащенные ПЗС- и КМОП-матрицами, обладают такой возможностью за счёт другой технологии считывания изображения. Большинство производителей использует для этой технологии, позволяющей выбирать время считывания кадра, торговое название «электронный обтюратор» (англ. electronic shutter). При установке очень короткой выдержки быстрые движения на экране могут восприниматься отчётливо «дробными» вследствие полного отсутствия «смазывания» изображения отдельных кадров и физиологических особенностей зрительного анализатора.

## Компьютерные игры
В компьютерных играх под кадровой частотой (англ. framerate, часто неверно называемой FPS, frame per second — «кадрами в секунду» — единицей измерения этой величины) понимается частота, с которой процесс игры обновляет изображение в кадровом буфере. При этом игры можно разделить на два класса: игры с постоянной кадровой частотой и игры с переменной кадровой частотой. Игры с постоянной кадровой частотой выдают на слабых и мощных компьютерах одинаковое количество кадров в секунду, а если он не справляется с прорисовкой — замедляется вся игра. Игры с переменной кадровой частотой на слабых компьютерах начинают пропускать кадры, скорость игрового процесса не меняется.
Создаваемый игрой кадр обычно резкий (в отличие от кадра видео), плюс игрок управляет происходящим в кадре — потому оптимальная кадровая частота в играх обычно больше, чем в кино, и начинается с 30 кадров в секунду.
Выдаваемая игрой кадровая частота не кратна кадровой частоте монитора. Ещё в ранних видеоадаптерах (CGA/EGA — штатно, VGA — через так называемые X-режимы) была технология двойной буферизации: один кадровый буфер переправляется на монитор, второй заполняется. Такая конструкция исключает попадание на экран недорисованных кадров. Обычно использовалась вертикальная синхронизация (англ. V-sync): после каждого нарисованного кадра игра ожидала обратного хода луча монитора.
С распространением движков с переменной кадровой частотой обнаружился недостаток вертикальной синхронизации: если частота монитора 60 Гц, а игра даёт 59 FPS — ожидание синхронизации сразу же опустит кадровую частоту до 30 FPS. Частое явление на консолях — игра, работающая под 30 FPS; существовали игры (Okami, The Evil Within), перенесённые на ПК с этим ограничением.
Если же вертикальную синхронизацию не делать, получается «рваное» изображение. Типичный кинескоп выдаёт 85…120 Гц развёртки, а типичный офисный ЖК-монитор — 60…72 Гц, потому при прочих равных на ЖК разрывы дольше держатся на экране. А если кадровая частота запредельная (например, 200 FPS) — на ЖК больше разрывов на кадр.
В конце 1990-х годов, когда размер памяти, требуемый для кадровых буферов, стал незначительным по сравнению с другими графическими данными, появилась тройная буферизация: один кадровый буфер выводится на экран, второй готов к выводу и включится по сигналу от монитора, третий отрисовывается. Выяснилось, что если кадровая частота сравнима с частотами монитора, тройная буферизация хороша для технодемо, но не для игр — становится нестабильной задержка от пользовательского ввода до экрана. Существуют технологии AMD и nVidia (так называемая скоростная синхронизация), применяющие тройную буферизацию, если кадровая частота игры больше, чем у монитора, и ничего не делающие, если меньше. При этом, если кадр в заднем буфере прорисовался, скоростная синхронизация не ждёт сигнала гашения, а рисует второй, третий кадр, что сильно снижает задержку от кнопки до изображения.
Кадровая частота ЭЛТ постоянна из-за особенностей развёртки луча. Кадровая частота ЖК также обычно постоянна — интерфейс «видеоплата-монитор» (VGA, DVI и другие) производит виртуальную «развёртку». В середине 2010-х годов сначала nVidia, а потом и AMD разработали стандарты мониторов с адаптивной кадровой частотой (технологии «AMD FreeSync» и «Nvidia G-Sync»). Монитор, оснащённый такой технологией, приспосабливает виртуальную «развёртку» к кадровой частоте игры и выдаёт кадры с той частотой, какую позволяет игра. Видеоплата и монитор должны поддерживать друг друга; изначально они разделились на два несовместимых лагеря. Стандарт DisplayPort 1.2 поддерживает технологию, близкую к FreeSync, и работает как с nVidia (начиная с GeForce 10), так и с AMD. Адаптивная кадровая частота, наоборот, бесполезна, если игра выдаёт кадров больше, чем позволяет монитор. Если есть адаптивная синхронизация, но нет скоростной, игроки ограничивают игру кадровой частотой чуть меньшей, чем позволяет монитор — например, 140 FPS на 144-герцовом мониторе.
В конце 2010-х началась борьба за сокращение задержки от нажатия до изображения, подробнее Лаг (компьютерный сленг).

## Плавность движения в кино и на видео
Минимальная кадровая частота для создания ощущения плавности движения составляет ~12—18 кадров в секунду. Это значение установлено экспериментально на заре кинематографа. Эдисон считал необходимой частоту в 30—40 кадров в секунду, однако это число исходило из заметности мельканий при кинопроекции и оказалось завышенным.
Тем не менее полное устранение «дробления» изображения при быстрых движениях возможно только при использовании частоты съёмки, превышающей критическую частоту заметности мельканий. При частотах, превышающих 48 Гц, изображение становится заметно более плавным и правдоподобным. Это заметно при сравнении на экране телевизора видеозаписи, снятой с большей временно́й дискретностью, и кинофильма. При просмотре видеозаписи (или передачи с телевизионной камеры) зритель видит 50 (или 60) изображений в секунду, каждое из которых отображает отдельную фазу движения вследствие считывания камерой отдельных полукадров в разные моменты времени. Совсем другая картина наблюдается при просмотре кинофильма, снятого с частотой 24 кадра в секунду. Телевизор, также обладающий чересстрочной развёрткой, всё равно показывает в секунду только 25 изображений за счёт того, что каждый кадрик кинофильма передается дважды: сначала — чётным полем, затем — нечётным. При этом, в отличие от видеозаписи, в которой каждое поле передаёт отдельную фазу движения, временна́я дискретность кинофильма вдвое ниже. Поэтому в кинофильмах движение выглядит более обобщённым, чем в видеозаписи. В некоторых профессиональных видеокамерах существует специальный «кинематографический» режим, обеспечивающий понижение временно́й дискретности изображения путём одновременного запоминания матрицей чётного и нечётного полей изображения с сохранением разрешающей способности, основанной на полном количестве строк в кадре. В результате оба поля отображают одну и ту же фазу движения, приближая эффект от восприятия изображения к кинематографическому.

## Повышение плавности передачи движения
Существуют разные мнения насчёт необходимости повышения временно́й дискретности кинематографического и телевизионного тракта, и они основываются на различных эстетических позициях. Однако уже сегодня существуют кинематографические системы, предусматривающие удвоенные против обычных частоты киносъёмки и кинопроекции.
Такие зрелища доступны, например, в кинотеатрах IMAX с поддержкой IMAX HD, а также в обычных кинозалах, оснащённых проекторами стандарта «Maxivision 48» (48 кадров в секунду).
Существующее съёмочное оборудование в большинстве случаев рассчитано на стандартную частоту. Но оборудование в современных кинотеатрах уже сейчас позволяет воспроизводить фильмы с частотой до 60 кадров в секунду. Первым фильмом, снятым с частотой 48 кадров в секунду, стал «Хоббит: Нежданное путешествие». В 2022 году вышел фильм «Аватар 2», который имел частоту не менее, чем в два раза превышающую стандартную 24 кадра в секунду (в итоге 60). В 2018 году на 75-м Венецианском кинофестивале был представлен фильм Виктора Косаковского «Акварель», снятый с частотой 96 кадров в секунду.
В современных телевизорах также есть возможность искусственного увеличения плавности движения путём генерирования при помощи интерполяции дополнительных кадров, отображающих промежуточные фазы движения. Процессор телевизора на основе изображения двух соседних кадров вычисляет промежуточный кадр и таким образом увеличивает видимую плавность движения на экране. Качественная интерполяция движений в телевизорах обычно начинается с серии не ниже средней или высокой.
У разных производителей есть собственные наработки (DNM, Motion Plus), создающие промежуточные кадры «на лету». Существуют также программные средства для персонального компьютера, например Smooth Video Project (SVP, ранее — Smooth Video Pack), или отдельного мультимедийного проигрывателя, например Splash (в версиях PRO и PRO EX) от Mirilis, позволяющие создавать повышенную плавность. Качество каждого из решений может значительно различаться и требует дополнительных вычислительных ресурсов.
Обратной стороной прогресса стал эффект мыльной оперы, воспринимаемый некоторыми зрителями.